# Kanton Saint-Michel-de-Maurienne
Der Kanton Saint-Michel-de-Maurienne war von 1860 bis 2015 ein französischer Wahlkreis im Département Savoie. Er umfasste sechs Gemeinden und hatte seinen Hauptort in Saint-Michel-de-Maurienne. Die landesweiten Änderungen in der Zusammensetzung der Kantone brachten zum März 2015 seine Auflösung.

## Gemeinden
Der Kanton bestand aus sechs Gemeinden:
| Gemeinde                  | Einwohner Jahr | Fläche km² | Bevölkerungsdichte | Code INSEE | Postleitzahl |
| ------------------------- | -------------- | ---------- | ------------------ | ---------- | ------------ |
| Orelle                    | 363 (2013)     | 69,25      | 5 Einw./km²        | 73194      | 73140        |
| Saint-Martin-d’Arc        | 349 (2013)     | 4,93       | 71 Einw./km²       | 73256      | 73140        |
| Saint-Martin-de-la-Porte  | 691 (2013)     | 19,25      | 36 Einw./km²       | 73258      | 73140        |
| Saint-Michel-de-Maurienne | 2.486 (2013)   | 36,31      | 68 Einw./km²       | 73261      | 73140        |
| Valloire                  | 1.136 (2013)   | 137,48     | 8 Einw./km²        | 73306      | 73450        |
| Valmeinier                | 490 (2013)     | 54,26      | 9 Einw./km²        | 73307      | 73450        |